# Piotr Kibe Kasui i 187 towarzyszy męczenników
Piotr Kibe Kasui i 187 towarzyszy męczenników – japońska grupa męczenników stracona w latach 1603–1639 w czasie prześladowań chrześcijan ze strony siogunów z rodu Tokugawa, błogosławieni Kościoła katolickiego.
W okresie prześladowań instytucje i organizacja Kościoła katolickiego w Japonii nie działały (nie było biskupów, ani księży), a wierni zepchnięci zostali do katakumb co trwało aż do otwarcia Japonii. W tym czasie liczba znanych męczenników wyniosła ponad 10 tysięcy.
Wśród wyniesionej na ołtarze grupy 188 męczenników znalazło się 4 prezbiterów (3 jezuitów i 1 augustianin), 1 brat zakonny (jezuita) oraz 183 świeckich chrześcijan (między innymi: 6 katechistów,  60 kobiet, 33 osoby poniżej 20 roku życia oraz 18 dzieci poniżej 5 roku).
53 osoby z Yonezawa (płn. część wyspy Honsiu) zostały ścięte mieczem w 1629 roku, 52 wiernych z Kioto zostało spalonych żywcem w 1619 roku (tzw. wielkie męczeństwo w Kioto).

## Wybrani męczennicy

### Jezuici
1. Piotr Kibe Kasui ペトロ岐部かすい – urodził się ok. 1587 roku na wyspie Kiusiu (Prowincja Bungo), w pobliżu Urabe (Ōita, Japonia).
Studiował teologię w Arimie (płd. część Kiusiu, Prefektura Hyōgo). Jego starania o przyjęcie do zakonu jezuitów zostały odrzucone. Przez 8 lat służył Kościołowi, jako dojuku (wolontariusz), nauczał katechezy, głosił również kazania nie będąc kapłanem. Nadano mu wówczas imię Kasui ('żywa woda', wł. acquaviva) od nazwiska o. Claudio Acquaviva, ówczesnego generała zakonu, który w późniejszym czasie przyjął Piotra do Towarzystwa Jezusowego. W 1614 roku, po wygnaniu księży z Japonii, Piotr udał się do Makau, a następnie pieszo do Rzymu (gdzie dotarł w 1620) odwiedzając Jerozolimę (Święte Miasto), jako pierwszy japoński pielgrzym.
Uczestniczył w kanonizacji pierwszego misjonarza w Japonii św. Franciszka Ksawerego, która miała miejsce 12 marca 1622, dokończył studia i przyjął długo oczekiwane święcenia kapłańskie w zakonie jezuitów. Powrócił do swojej ojczyzny w 1630, żeby podjąć pracę duszpasterską i tajną posługę wśród rodaków. Zdradzony przez współwyznawcę poniósł śmierć męczeńską w Asakusa, powieszony za nogi, 4 lipca 1639 (Tokio, Edo).
2. Julian Nakaura ジュリアン中浦 – ur. ok. 1567 w Nakaura był synem chrześcijańskiego samuraja. Jako młodzieniec udał się do Rzymu na audiencję u papieża Grzegorza XIII (Misja Tenshō).
W roku 1590 wstąpił do nowicjatu jezuitów w Amakusa, a dwa lata później złożył pierwsze śluby zakonne. Na studia teologiczne udał się do Makau. Po powrocie do Japonii (1604) został przydzielony do pracy duszpasterskiej, kolejno w Arimie, Kioto i Hakata. W 1608 otrzymał święcenia kapłańskie w zakonie jezuitów. Zginął jako męczennik 21 października 1633 w Nishizaka, po 19 latach prowadzonej w ukryciu działalności apostolskiej jako misjonarz. Jego pomnik w rodzinnej wiosce przedstawia go, jak wskazuje drogę do Rzymu.
3. Dydak Yūki Ryōsetsu ヤコブ結城了雪 – ur. ok. 1574–1575 w Awa, Tokushima, jako członek starego rodu siogunów Ashikaga. Przemierzał Japonię podtrzymując na duchu chrześcijan i nawracając współbraci. Udzielał łask sakramentu osadzonym w więzieniach chrześcijanom. Zginął 25 lutego 1636 w Osace (Ōsaka).
4. Mikołaj Fukunaga Keian ニコラス永原慶安 – ur. ok. 1570 w Nagawara, zm. 31 lipca 1633 w Nishizaka.

### Augustianin
1. Tomasz od św. Augustyna, właśc. Tomasz Ochia Jihyōe, znany jako Kintsuba トマス・デ・サン・アグスチン金鍔次兵衛 – ur. ok. 1602 w Ōmura, student seminarium w Arimie, zm. 6 listopada 1637 w Nishizaka. Od jego przydomku pochodzi nazwa doliny Kintsuby w okolicach Nagasaki.

### Świeccy chrześcijanie
1. Damian ダミアン (ur. ok. 1560 w Sakai, zm. 19 sierpnia 1605 w Yamaguchi) – katechista z diecezji Hiroszimy.
2. Katechiści z Yatsushiro – wywodzący się z ludu zamordowani w latach 1606–1609:
- Joachim Watanabe Jirōzaemon ジョアキム渡辺次郎左右衛門 (ur. ok. 1551, zm. 26 sierpnia 1606),
- Michał Mitsuishi Hikoemon ミカエル三石彦右衛門 (ur. ok. 1559 w Yatsushiro) i jego dziecko Tomasz Mitsuishi (ur. ok. 1597 w Yatsushiro) – ponieśli śmierć 11 stycznia 1609.

Katechiści z Yatsushiro podjęli działalność ewangelizacyjną wśród rodaków i wzięli na siebie odpowiedzialność za tamtejszy Kościół po tym, jak daimyō Katō Kiyomasa (1562–1611), prześladowca chrześcijan, wypędził misjonarzy ze swoich ziem. Nieśli pomoc prześladowanym i odzyskiwali ciała męczenników. Kontynuowali misję przez wiele lat wychowując przy tym własne dzieci.
3. Leon Saisho Shichiemon レオ税所七右衛門 (ur. ok. 1569 w Jōnai, Miyakonojō, zm. 17 listopada 1608 w Sendai) – członek dominikańskiego Bractwa Różańcowego.
4. Adam Arakawa アダム荒川 (ur. ok. 1551 w Arima, Hyōgo, zm. 5 czerwca 1614 w Shiki, Amakusa) – katechista w diecezji Fukuoka.
5. Jan Hara Mondo ヨハネ原主水 (ur. w Usui, Prefektura Chiba, zm. 4 grudnia 1623 w Tokio vel Edo) – świecki franciszkanin.
6. Joachim Kurōemon ジョアキム九郎衛門 (ur. ok. 1559 w Aki, teraz część Hiroszimy, zm. 8 marca 1624 w Hiroszimie) – katechista w diecezji Hiroszymy.
7. Rodzina Nishi – zamordowani 14 listopada 1609 roku w Ikitsuki, Nagasaki:
- Kacper Nishi Genka ガスパル西玄可 – ur. ok. 1555 roku w Hirado na wyspie Ikitsuki, samuraj i katechista w diecezji Nagasaki,
- Urszula Nishi ウルスラ西 (ur. ok. 1555) – żona Kaspra Nishi Genka,
- Jan Nishi Mataishi ヨハネ西又市 (ur. ok. 1585) – syn Kaspra Nishi Genka.

Dwóch młodszych synów Kacpra Nishi Genka zostało również męczennikami, z których Hioji Rokyzayemon (zm. 11–17 października 1634), dominikanin (Tomasz od św. Józefa) został kanonizowany przez Jana Pawła II w dniu 18 października 1987 roku.
8. Rodzina Ogasawary – zamordowani 30 stycznia 1636 w Kumamoto, rodzice z dziewięciorgiem dzieci w tym sześcioma synami i trzema córkami urodzonymi w Kokura.
9. Rodzina Hashimoto – zamordowani 6 października 1619 w Kioto, rodzice z pięciorgiem dzieci w tym trzema synami i dwoma córkami urodzonymi w Kioto.

## Beatyfikacja
Proces beatyfikacyjny japońskich męczenników rozpoczął się w 1981 roku za pontyfikatu Jana Pawła II, który w lutym tegoż roku odbył wizytę duszpasterską do Nagasaki.
1 czerwca 2007 Benedykt XVI podpisał dekret otwierający drogę do beatyfikacji, a uroczystego aktu dokonał legat papieski, kardynał José Saraiva Martins w dniu 24 listopada 2008 roku. Ceremonia odbyła się w Nagasaki i była to pierwsza w historii beatyfikacja na terenie Japonii.

## Chronologiczna lista 188 męczenników
| Imię i nazwisko                                               | Nazwisko oryginalne                    | Data urodzenia | Miejsce urodzenia            | Data śmierci              | Miejsce śmierci | Status życiowy (relacje rodzinne)                                                                                                  | Diecezja  |
| ------------------------------------------------------------- | -------------------------------------- | -------------- | ---------------------------- | ------------------------- | --------------- | --- | --------- |
| Jan Minami Gorōzaemon                                         | ヨハネ南五郎左衛門                     | 1568           | Yamato                       | 8 grudnia 1603(dts)       | Kumamoto        | świecki, żonaty (mąż Magdaleny Minami, przybrany ojciec Ludwika Minami)                                                            | Kagoshima |
| Szymon Takeda Gohyōe                                          | シモン竹田五兵衛                       | 1568           | Kioto                        | 9 grudnia 1603(dts)       | Yatsushiro      | świecki, żonaty (mąż Agnieszki Takeda, syn Joanny Takeda)                                                                          | Fukuoka   |
| Joanna Takeda                                                 | ヨハンナ竹田                           | 1548           | Ise                          | 9 grudnia 1603(dts)       | Yatsushiro      | świecka, zamężna (matka Szymona Takeda Gohyōe)                                                                                     | Fukuoka   |
| Agnieszka Takeda                                              | アグネス竹田                           | 1563           | Ise                          | 9 grudnia 1603(dts)       | Yatsushiro      | świecka, zamężna (żona Szymona Takeda Gohyōe)                                                                                      | Fukuoka   |
| Magdalena Minami                                              | マグダレナ南                           | 1560           | Setsu-no-Kuni                | 9 grudnia 1603(dts)       | Yatsushiro      | świecka, zamężna (żona Jana Minami Gorōzaemon, przybrana matka Ludwika Minami)                                                     | Fukuoka   |
| Ludwik Minami                                                 | ルドビコ南                             | 1596           | Yamashiro                    | 9 grudnia 1603(dts)       | Yatsushiro      | dziecko (adoptowany syn Jana Minami Gorōzaemon i Magdaleny Minami)                                                                 | Fukuoka   |
| Melchior Kumagi Motonao                                       | メルキョル熊谷豊前守元直               | 1554           | Miiri                        | 16 sierpnia 1605(dts)     | Yamaguchi       | świecki, żonaty | Hiroszima |
| Damian                                                        | ダミアン                               | 1560           | Sakai                        | 19 sierpnia 1605(dts)     | Yamaguchi       | świecki, katechista | Hiroszima |
| Joachim Watanabe Jirōzaemon                                   | ジョアキム渡辺次郎左右衛門             | 1551           | Yatsushiro                   | 26 sierpnia 1605(dts)     | Yatsushiro      | świecki, żonaty, katechista | Fukuoka   |
| Leon Saisho Shichemon                                         | レオ税所七右衛門                       | 1569           | Jōnai                        | 17 listopada 1608(dts)    | Sendai          | świecki, członek Bractwa Różańcowego                                                                                               | Kagoshima |
| Jan Hattori Jingorō                                           | ヨハネ服部甚五郎                       | 1570           | Muro                         | 11 stycznia 1609(dts)     | Yatsushiro      | świecki, żonaty (ojciec Piotra Hattori)                                                                                            | Fukuoka   |
| Michał Mitsuishi Hikoemon                                     | ミカエル三石彦右衛門                   | 1559           | Yatsushiro                   | 11 stycznia 1609(dts)     | Yatsushiro      | świecki, katechista (ojciec Tomasza Mitsuishi)                                                                                     | Fukuoka   |
| Tomasz Mitsuishi                                              | トマス三石                             | 1597           | Yatsushiro                   | 11 stycznia 1609(dts)     | Yatsushiro      | dziecko (syn Michała Mitsuishi Hikoemon)                                                                                           | Fukuoka   |
| Piotr Hattori                                                 | ペトロ服部                             | 1604           | Yatsushiro                   | 11 stycznia 1609(dts)     | Yatsushiro      | dziecko (syn Jana Hattori Jingorō)                                                                                                 | Fukuoka   |
| Kacper Nishi Genka                                            | ガスパル西玄可                         | 1555           | Ikitsuki                     | 14 listopada 1609(dts)    | Ikitsuki        | świecki, żonaty, katechista (mąż Urszuli Nishi, ojciec Jana Nishi Mataishi)                                                        | Nagasaki  |
| Urszula Nishi                                                 | ウルスラ西                             | 1555           | Ikitsuki                     | 14 listopada 1609(dts)    | Ikitsuki        | świecka, zamężna (żona Kacpra Nishi Genka, matka Jana Nishi Mataishi)                                                              | Nagasaki  |
| Jan Nishi Mataishi                                            | ヨハネ西又市                           | 1585           | Ikitsuki                     | 14 listopada 1609(dts)    | Ikitsuki        | świecki (syn Kacpra Nishi Genka i Urszuli Nishi)                                                                                   | Nagasaki  |
| Hadrian Takahashi Mondo                                       | アドリアン高橋水主                     | data nieznana  | Arima                        | 7 października 1613(dts)  | Arima           | świecki, żonaty (mąż Joanny Takahashi)                                                                                             | Nagasaki  |
| Joanna Takahashi                                              | ジョアンア高橋                         | data nieznana  | Arima                        | 7 października 1613(dts)  | Arima           | świecka, zamężna (żona Hadriana Takahashi Mondo)                                                                                   | Nagasaki  |
| Leon Hayashida Sukeemon                                       | レオ林田助右衛門                       | data nieznana  | Arima                        | 7 października 1613(dts)  | Arima           | świecki, żonaty (mąż Marty Hayashida, ojciec Magdaleny Hayashida i Dydaka Hayashida)                                               | Nagasaki  |
| Marta Hayashida                                               | マルタ林田                             | data nieznana  | Arima                        | 7 października 1613(dts)  | Arima           | świecka, zamężna (żona Leona Hayashida Sukeemon, matka Magdaleny Hayashida i Dydaka Hayashida)                                     | Nagasaki  |
| Magdalena Hayashida                                           | マグダレナ林田                         | 1593           | Arima                        | 7 października 1613(dts)  | Arima           | świecka (córka Leona Hayashida Sukeemon i Marty Hayashida)                                                                         | Nagasaki  |
| Dydak Hayashida                                               | ヤコブ林田                             | 1601           | Arima                        | 7 października 1613(dts)  | Arima           | dziecko (syn Leona Hayashida Sukeemon i Marty Hayashida)                                                                           | Nagasaki  |
| Leon Takedomi Kan’emon                                        | レオ竹富勘右衛門                       | data nieznana  | Arima                        | 7 października 1613(dts)  | Arima           | świecki, żonaty (ojciec Pawła Takedomi Dan’emon)                                                                                   | Nagasaki  |
| Paweł Takedomi Dan’emon                                       | パウロ竹富段右衛門                     | data nieznana  | Arima                        | 7 października 1613(dts)  | Arima           | świecki (syn Leona Takedomi Kan’emon)                                                                                              | Nagasaki  |
| Adam Arakawa                                                  | アダム荒川                             | 1551           | Arima                        | 5 czerwca 1614(dts)       | Arima           | świecki, żonaty, katechista | Nagasaki  |
| Jan Hashimoto Tahyōe                                          | ヨハネ橋本太兵衛                       | data nieznana  | Kioto                        | 6 października 1619(dts)  | Kioto           | świecki, żonaty (mąż Tekli Hashimoto, ojciec Katarzyny, Tomasza, Franciszka, Piotra i Ludwiki Hashimoto)                           | Kioto     |
| Tekla Hashimoto                                               | テクラ橋本                             | data nieznana  | Kioto                        | 6 października 1619(dts)  | Kioto           | świecka, zamężna (żona Jana Hashimoto Tahyōe, matka Katarzyny, Tomasza, Franciszka, Piotra i Ludwiki Hashimoto)                    | Kioto     |
| Katarzyna Hashimoto                                           | カタリナ橋本                           | 1606           | Kioto                        | 6 października 1619(dts)  | Kioto           | dziecko (córka Jana Hashimoto Tahyōe i Tekli Hashimoto)                                                                            | Kioto     |
| Tomasz Hashimoto                                              | トマス橋本                             | 1607           | Kioto                        | 6 października 1619(dts)  | Kioto           | dziecko (syn Jana Hashimoto Tahyōe i Tekli Hashimoto)                                                                              | Kioto     |
| Franciszek Hashimoto                                          | フランシスコ橋本                       | 1611           | Kioto                        | 6 października 1619(dts)  | Kioto           | dziecko (syn Jana Hashimoto Tahyōe i Tekli Hashimoto)                                                                              | Kioto     |
| Piotr Hashimoto                                               | ペトロ橋本                             | 1613           | Kioto                        | 6 października 1619(dts)  | Kioto           | dziecko (syn Jana Hashimoto Tahyōe i Tekli Hashimoto)                                                                              | Kioto     |
| Ludwika Hashimoto                                             | ルドビコ橋本                           | 1616           | Kioto                        | 6 października 1619(dts)  | Kioto           | dziecko (córka Jana Hashimoto Tahyōe i Tekli Hashimoto)                                                                            | Kioto     |
| Tomasz Kian                                                   | トマス喜庵                             | data nieznana  | Bungo                        | 6 października 1619(dts)  | Kioto           | świecki | Kioto     |
| Tomasz Ikegami                                                | トマス池上                             | data nieznana  | Hokuriku                     | 6 października 1619(dts)  | Kioto           | świecki | Kioto     |
| Linus Rihyōe                                                  | リノ利兵衛                             | data nieznana  | Chūgoku                      | 6 października 1619(dts)  | Kioto           | świecki, żonaty (mąż Marii) | Kioto     |
| Maria                                                         | マリア                                 | data nieznana  | Setsu-no-Kuni                | 6 października 1619(dts)  | Kioto           | świecka, zamężna (żona Linus Rihyōe)                                                                                               | Kioto     |
| Kosma                                                         | コスマ                                 | data nieznana  | Setsu-no-Kuni                | 6 października 1619(dts)  | Kioto           | świecki, żonaty (ojciec Dydaka Tsūzu)                                                                                              | Kioto     |
| Antoni Dōmi                                                   | アントニオどみ                         | data nieznana  | Yamato                       | 6 października 1619(dts)  | Kioto           | świecki | Kioto     |
| Joachim Ogawa                                                 | ジョアキム小川                         | data nieznana  | Mino                         | 6 października 1619(dts)  | Kioto           | świecki | Kioto     |
| Jan Kyūsaku                                                   | ヨハネ久作                             | data nieznana  | Kioto                        | 6 października 1619(dts)  | Kioto           | świecka, żonaty (mąż Magdalena, ojciec Reginy)                                                                                     | Kioto     |
| Magdalena                                                     | マグダレナ                             | data nieznana  | Kioto                        | 6 października 1619(dts)  | Kioto           | świecka, zamężna (żona Jana Kyūsaku, matka Reginy)                                                                                 | Kioto     |
| Regina                                                        | レジナ                                 | 1617           | Kioto                        | 6 października 1619(dts)  | Kioto           | dziecko (córka Jan Kyūsaku i Magdaleny)                                                                                            | Kioto     |
| Tomasz Koshima Shinshirō                                      | トマスこしましんろう                   | data nieznana  | Yamashiro                    | 6 października 1619(dts)  | Kioto           | świecki, żonaty (mąż Marii) | Kioto     |
| Maria                                                         | マリア                                 | data nieznana  | Yamashiro                    | 6 października 1619(dts)  | Kioto           | świecka, zamężna (żona Tomasza Koshima Shinshirō)                                                                                  | Kioto     |
| Gabriel                                                       | ガブリエル                             | 1549           | Owari                        | 6 października 1619(dts)  | Kioto           | świecki | Kioto     |
| Maria                                                         | マリア                                 | 1549           | Yamashiro                    | 6 października 1619(dts)  | Kioto           | świecka, zamężna (matka Moniki) | Kioto     |
| Monika                                                        | モニカ                                 | 1615           | Yamashiro                    | 6 października 1619(dts)  | Kioto           | dziecko (córka Marii) | Kioto     |
| Marta                                                         | マルタ                                 | data nieznana  | Kawachi                      | 6 października 1619(dts)  | Kioto           | świecka, zamężna (matka Benadykta)                                                                                                 | Kioto     |
| Benedykt                                                      | ベネディクト                           | 1617           | Kawachi                      | 6 października 1619(dts)  | Kioto           | dziecko (syn Marty) | Kioto     |
| Maria                                                         | マリア                                 | data nieznana  | Tanba                        | 6 października 1619(dts)  | Kioto           | świecka, zamężna (matka Sykstusa)                                                                                                  | Kioto     |
| Sykstus                                                       | シクスト                               | 1616           | Tanba                        | 6 października 1619(dts)  | Kioto           | dziecko (syn Marii) | Kioto     |
| Monika                                                        | モニカ                                 | data nieznana  | Mino                         | 6 października 1619(dts)  | Kioto           | świecka, zamężna | Kioto     |
| Tomasz Tōemon                                                 | トマス藤右衛門                         | data nieznana  | Owari                        | 6 października 1619(dts)  | Kioto           | świecki, żonaty (mąż Łucji) | Kioto     |
| Łucja                                                         | ルチア                                 | data nieznana  | Owari                        | 6 października 1619(dts)  | Kioto           | świecka, zamężna (żona Tomasza Tōemon)                                                                                             | Kioto     |
| Rufina                                                        | ルフィナ                               | data nieznana  | Owari                        | 6 października 1619(dts)  | Kioto           | świecka, wdowa (matka Marty) | Kioto     |
| Marta                                                         | マルタ                                 | 1612           | Owari                        | 6 października 1619(dts)  | Kioto           | dziecko (córka Rufiny) | Kioto     |
| Monika                                                        | モニカ                                 | data nieznana  | Ōmi                          | 6 października 1619(dts)  | Kioto           | świecka, zamężna | Kioto     |
| Emanuel Kosaburō                                              | エマヌエル小三郎                       | data nieznana  | Tanba                        | 6 października 1619(dts)  | Kioto           | świecki | Kioto     |
| Anna Kajiya                                                   | アンナ鍛冶屋                           | data nieznana  | Tanba                        | 6 października 1619(dts)  | Kioto           | świecka, wdowa (matka Tomasza Kajiya Yoemon)                                                                                       | Kioto     |
| Tomasz Kajiya Yoemon                                          | トマス与右衛門鍛冶屋                   | data nieznana  | Tanba                        | 6 października 1619(dts)  | Kioto           | dziecko (syn Anny Kajiya) | Kioto     |
| Agata                                                         | アガタ                                 | data nieznana  | Ōmi                          | 6 października 1619(dts)  | Kioto           | świecka | Kioto     |
| Maria Chūjō                                                   | マリアちゅうぞう                       | data nieznana  | Bungo                        | 6 października 1619(dts)  | Kioto           | świecka, zamężna | Kioto     |
| Hieronim Sōroku                                               | ヒエロニモ惣六                         | data nieznana  | Aki                          | 6 października 1619(dts)  | Kioto           | świecka, żonaty (mąż Łucji) | Kioto     |
| Łucja                                                         | ルチア                                 | data nieznana  | Aki                          | 6 października 1619(dts)  | Kioto           | świecka, zamężna (żona Hieronima Sōroku)                                                                                           | Kioto     |
| Jan Sakurai                                                   | ヨハネ桜井如庵                         | data nieznana  | Bungo                        | 6 października 1619(dts)  | Kioto           | świecki, żonaty (teść Urszuli Sakurai)                                                                                             | Kioto     |
| Urszula Sakurai                                               | ウルスラ桜井如庵                       | data nieznana  | Bungo                        | 6 października 1619(dts)  | Kioto           | świecka, zamężna (synowa Jana Sakurai)                                                                                             | Kioto     |
| Mancjusz Kyūjirō                                              | マンショ九次郎                         | data nieznana  | Kioto                        | 6 października 1619(dts)  | Kioto           | świecki | Kioto     |
| Ludwik Matagorō                                               | ルドビコ又五郎                         | data nieznana  | Kioto                        | 6 października 1619(dts)  | Kioto           | świecki | Kioto     |
| Leon Kyūsuke                                                  | レオ金助                               | data nieznana  | Owari                        | 6 października 1619(dts)  | Kioto           | świecki, żonaty (mąż Marty) | Kioto     |
| Marta                                                         | マルタ                                 | data nieznana  | Owari                        | 6 października 1619(dts)  | Kioto           | świecka, zamężna (żona Leona Kyūsuke)                                                                                              | Kioto     |
| Mencja                                                        | メンシア                               | data nieznana  | Ōmi                          | 6 października 1619(dts)  | Kioto           | świecka, wdowa (matka Łucji) | Kioto     |
| Łucja                                                         | ルチア                                 | data nieznana  | Ōmi                          | 6 października 1619(dts)  | Kioto           | dziecko (córka Mencji) | Kioto     |
| Magdalena                                                     | マグダレナ                             | 1616           | Owari                        | 6 października 1619(dts)  | Kioto           | świecka | Kioto     |
| Dydak Tsūzu                                                   | ヤコブ辻                               | data nieznana  | Kioto                        | 6 października 1619(dts)  | Kioto           | świecki (syn Kosmy) | Kioto     |
| Franciszek Shizaburo                                          | フランシスコ庄三郎                     | data nieznana  | Kioto                        | 6 października 1619(dts)  | Kioto           | świecki | Kioto     |
| Franciszek                                                    | フランシスコ                           | data nieznana  | Kioto                        | 6 października 1619(dts)  | Kioto           | świecki | Kioto     |
| Maria                                                         | マリア                                 | data nieznana  | Tanba                        | 6 października 1619(dts)  | Kioto           | świecka | Kioto     |
| Dydak Kagayama Haito                                          | ヤコブ加賀山隼人正                     | 1565           | Takatsuki                    | 14 października 1619(dts) | Kokura          | świecki, żonaty, członek Bractwa Różańcowego                                                                                       | Fukuoka   |
| Baltazar Kagayama Hanzaemon                                   | バルタサル加賀山半左衛門               | 1572           | Takatsuki                    | 15 października 1619(dts) | Hiji            | świecki, żonaty (ojciec Jakuba) | Fukuoka   |
| Jakub                                                         | ハコボ                                 | 1615           | Hiji                         | 15 października 1619(dts) | Hiji            | dziecko (syn Baltazara Kagayama Hanzaemon)                                                                                         | Fukuoka   |
| Jan Hara Mondo                                                | ヨハネ原主水                           | data nieznana  | Usui                         | 4 grudnia 1623(dts)       | Tokio           | świecki, tercjarz franciszkański                                                                                                   | Tokio     |
| Franciszek Tōyama Jintarō                                     | フランシスコ遠山甚太郎                 | 1600           | Yamanashi                    | 16 lutego 1624(dts)       | Hiroszima       | świecki | Hiroszima |
| Mateusz Shōbara Ichizaemon                                    | マチアス庄原市左衛門                   | 1587           | Aki                          | 17 lutego 1624(dts)       | Hiroszima       | świecki | Hiroszima |
| Joachim Kurōemon                                              | ジョアキム九郎衛門                     | 1559           | Aki                          | 8 marca 1624(dts)         | Hiroszima       | świecki, katechista | Hiroszima |
| Baltazar Uchibori                                             | バルタサル内堀                         | data nieznana  | Fukae                        | 21 lutego 1627(dts)       | Shimabara       | świecki (syn Pawła Uchibori Sakuemon)                                                                                              | Nagasaki  |
| Antoni Uchibori                                               | アントニオ内堀                         | 1609           | Fukae                        | 21 lutego 1627(dts)       | Shimabara       | świecki (syn Pawła Uchibori Sakuemon)                                                                                              | Nagasaki  |
| Ignacy Uchibori                                               | イグナチオ内堀                         | 1622           | Fukae                        | 21 lutego 1627(dts)       | Shimabara       | dziecko (syn Pawła Uchibori Sakuemon)                                                                                              | Nagasaki  |
| Paweł Uchibori Sakuemon                                       | パウロ内堀作右衛門                     | data nieznana  | Fukae                        | 28 lutego 1627(dts)       | Unzen           | świecki, żonaty (ojciec Baltazara, Antoniego i Ignacego Uchibori)                                                                  | Nagasaki  |
| Kacper Kizaemon                                               | ガスパル喜左衛門                       | data nieznana  | Arie                         | 28 lutego 1627(dts)       | Unzen           | świecki | Nagasaki  |
| Maria Mine                                                    | マリア峰                               | data nieznana  | Kuchinotsu                   | 28 lutego 1627(dts)       | Unzen           | świecka, zamężna (żona Joachima Mine Sukedayū)                                                                                     | Nagasaki  |
| Kacper Nagai Sōhan                                            | ガスパル長井宗半                       | data nieznana  | Kuchinotsu                   | 28 lutego 1627(dts)       | Unzen           | świecki, żonaty | Nagasaki  |
| Ludwik Shinzaburō                                             | ルドビコ信三郎                         | 1601           | Kuchinotsu                   | 28 lutego 1627(dts)       | Unzen           | świecki | Nagasaki  |
| Dionizy Saeki Zenka                                           | ディオニシウス佐伯善可                 | data nieznana  | Fukae                        | 28 lutego 1627(dts)       | Unzen           | świecki (ojciec Ludwika Saeki Kizō)                                                                                                | Nagasaki  |
| Ludwik Saeki Kizō                                             | ルドビコ佐伯喜三                       | data nieznana  | Fukae                        | 28 lutego 1627(dts)       | Unzen           | świecki (syn Dionizego Saeki Zenka)                                                                                                | Nagasaki  |
| Damian Ichiyata                                               | ダミアン市弥太                         | data nieznana  | Antoku Koba                  | 28 lutego 1627(dts)       | Unzen           | świecki, żonaty | Nagasaki  |
| Leon Nakajima Sōkan                                           | レオ中山宗寛                           | data nieznana  | Fukae                        | 28 lutego 1627(dts)       | Unzen           | świecki (ojciec Pawła Nakajima) | Nagasaki  |
| Paweł Nakajima                                                | パウロ中山                             | data nieznana  | Fukae                        | 28 lutego 1627(dts)       | Unzen           | świecki (syn Leona Nakajima Sōkan)                                                                                                 | Nagasaki  |
| Jan Kisaki Kyūhachi                                           | ヨハネ木崎久八                         | data nieznana  | Fukae                        | 28 lutego 1627(dts)       | Unzen           | świecki | Nagasaki  |
| Jan Heisaku                                                   | ヨハネ平作                             | data nieznana  | Arie                         | 28 lutego 1627(dts)       | Unzen           | świecki, żonaty | Nagasaki  |
| Tomasz Uzumi Shingoro                                         | トマス新五郎                           | 1575           | Kuchinotsu                   | 28 lutego 1627(dts)       | Unzen           | świecki | Nagasaki  |
| Aleksy Sugi Shōhachi                                          | アレクシス庄八                         | 1602           | Amakusa                      | 28 lutego 1627(dts)       | Unzen           | świecki | Nagasaki  |
| Tomasz Kondō Hyōemon                                          | トマス近藤兵右衛門                     | 1564           | Mogi                         | 28 lutego 1627(dts)       | Unzen           | świecki, żonaty | Nagasaki  |
| Jan Araki Kanshichi                                           | ヨハネ荒木勘七                         | 1593           | Koga                         | 28 lutego 1627(dts)       | Unzen           | świecki | Nagasaki  |
| Joachim Mine Sukedayū                                         | ジョアキム峰助大夫                     | 1567           | Kuchinotsu                   | 17 maja 1627(dts)         | Unzen           | świecki, żonaty (mąż Marii Mine)                                                                                                   | Nagasaki  |
| Paweł Nishida Kyūhachi                                        | パウロ西田休巴                         | 1553           | Fukae                        | 17 maja 1627(dts)         | Unzen           | świecki | Nagasaki  |
| Maria                                                         | マリア                                 | 1591           | Fukae                        | 17 maja 1627(dts)         | Unzen           | świecka, zamężna | Nagasaki  |
| Jan Matsutake Chōzaburō                                       | ヨハネ松竹庄三郎                       | 1589           | Fukae                        | 17 maja 1627(dts)         | Unzen           | świecki | Nagasaki  |
| Bartłomiej Baba Han’emon                                      | バルトロマイ馬場半右衛門               | 1574           | Fukae                        | 17 maja 1627(dts)         | Unzen           | świecki, żonaty | Nagasaki  |
| Ludwik Furue Sukeemon                                         | ルドビコ助右衛門                       | 1590           | Arie                         | 17 maja 1627(dts)         | Unzen           | świecki, żonaty | Nagasaki  |
| Paweł Onizuka Magoemon                                        | パウロ鬼塚孫右衛門                     | 1563           | Hachirao                     | 17 maja 1627(dts)         | Unzen           | świecki, żonaty | Nagasaki  |
| Ludwik Hayashida Sōka                                         | ルドビコ林田宗可                       | 1560           | Arie                         | 17 maja 1627(dts)         | Unzen           | świecki, żonaty | Nagasaki  |
| Magdalena Hayashida                                           | マグダレナ林田                         | 1559           | Arie                         | 17 maja 1627(dts)         | Unzen           | świecka, zamężna | Nagasaki  |
| Paweł Hayashida Mohyōe                                        | パウロ林田茂兵衛                       | 1592           | Arie                         | 17 maja 1627(dts)         | Unzen           | świecki | Nagasaki  |
| Ludwik Amagasu Iemon                                          | ルドビコ甘糟右衛門                     | data nieznana  | Yonezawa                     | 12 stycznia 1629(dts)     | Okusanbara      | świecki, żonaty (ojciec Wincentego Kurogane Ichibiyōe)                                                                             | Niigata   |
| Michał Amagasu Tayemon                                        | ミカエル甘糟太右衛門                   | 1594           | Yonezawa                     | 12 stycznia 1629(dts)     | Okusanbara      | świecki, żonaty (mąż Dominiki Amagasu, ojciec Justy Amagasu)                                                                       | Niigata   |
| Dominika Amagasu                                              | ドミンガ甘糟                           | 1606           | Wakamatsu                    | 12 stycznia 1629(dts)     | Okusanbara      | świecka, zamężna (żona Michała Amagasu Tayemon, matka Justy Amagasu)                                                               | Niigata   |
| Justa Amagasu                                                 | ユスタ甘糟                             | 1626           | Yonezawa                     | 12 stycznia 1629(dts)     | Okusanbara      | dziecko (córka Michała Amagasu Tayemon i Dominiki Amagasu)                                                                         | Niigata   |
| Wincenty Kurogane Ichibiyōe                                   | ビセンテ黒金市兵衛門                   | 1603           | Yonezawa                     | 12 stycznia 1629(dts)     | Okusanbara      | świecki, żonaty (mąż Tekli Kurogane, ojciec Łucji Kurogane, syn Ludwika Amagasu Iemon)                                             | Niigata   |
| Tekla Kurogane                                                | テクラ黒金                             | 1611           | Sado                         | 12 stycznia 1629(dts)     | Okusanbara      | świecka, zamężna (żona Ludwika Amagasu Iemon, matka Łucji Kurogane)                                                                | Niigata   |
| Łucja Kurogane                                                | ルチア黒金                             | 1628           | Yonezawa                     | 12 stycznia 1629(dts)     | Okusanbara      | dziecko (cótka Ludwika Amagasu Iemon i Tekli Kurogane)                                                                             | Niigata   |
| Maria Itō                                                     | マリア伊藤                             | data nieznana  | Yonezawa                     | 12 stycznia 1629(dts)     | Okusanbara      | świecka, zamężna (matka Mariny, Piotra i Mateusza Itō)                                                                             | Niigata   |
| Marina Itō Chōbo                                              | マリーナ長房                           | data nieznana  | Yonezawa                     | 12 stycznia 1629(dts)     | Okusanbara      | świecka (córka Marii Itō) | Niigata   |
| Piotr Itō Yahyōe                                              | ペトロ弥兵衛                           | data nieznana  | Yonezawa                     | 12 stycznia 1629(dts)     | Okusanbara      | świecki (syn Marii Itō) | Niigata   |
| Mateusz Itō Hikosuke                                          | マチアス彦助                           | data nieznana  | Yonezawa                     | 12 stycznia 1629(dts)     | Okusanbara      | świecki (syn Marii Itō) | Niigata   |
| Tymoteusz Ōbasama Jirōbyōe                                    | ティモテオ大峡次郎兵衛                 | data nieznana  | Yonezawa                     | 12 stycznia 1629(dts)     | Okusanbara      | świecki, żonaty (mąż Łucji Ōbasama)                                                                                                | Niigata   |
| Łucja Ōbasama                                                 | ルチア大峡                             | data nieznana  | Yonezawa                     | 12 stycznia 1629(dts)     | Okusanbara      | świecka, zamężna (żona Tymoteusza Ōbasama Jirōbyōe)                                                                                | Niigata   |
| Jan Gorōbyōe                                                  | ヨハネ五郎兵衛                         | 1549           | Yonezawa                     | 12 stycznia 1629(dts)     | Okusanbara      | świecki, żonaty | Niigata   |
| Joachim Saburōbyōe                                            | ジョアキム三郎兵衛                     | data nieznana  | Wada                         | 12 stycznia 1629(dts)     | Okusanbara      | świecki | Niigata   |
| Jan Banzai Kazue                                              | ヨハネ板斎主計                         | data nieznana  | Yonezawa                     | 12 stycznia 1629(dts)     | Okusanbara      | świecki, żonaty (mąż Aurei Banzai, ojciec Antoniego Banzai Orusu)                                                                  | Niigata   |
| Aurea Banzai                                                  | アウレア板斎                           | data nieznana  | Yonezawa                     | 12 stycznia 1629(dts)     | Okusanbara      | świecka, zamężna (żona Jana Banzai Kazue, matka Antoniego Banzai Orusu)                                                            | Niigata   |
| Antoni Banzai Orusu                                           | アントニオ板斎おろす                   | 1617           | Yonezawa                     | 12 stycznia 1629(dts)     | Okusanbara      | dziecko (syn Jana Banzai Kazue i Aurei Banzai)                                                                                     | Niigata   |
| Paweł Sanjūrō                                                 | パウロ三十郎                           | data nieznana  | Yonezawa                     | 12 stycznia 1629(dts)     | Okusanbara      | świecki, żonaty (mąż Rufiny Banzai, ojciec Pawła i Marty, zięć Jana Banzai Kazue)                                                  | Niigata   |
| Rufina Banzai                                                 | ルフィーナ板斎                         | data nieznana  | Yonezawa                     | 12 stycznia 1629(dts)     | Okusanbara      | świecka, zamężna (żona Pawła Sanjūrō, matka Pawła i Marty)                                                                         | Niigata   |
| Paweł                                                         | パウロ                                 | 1624           | Yonezawa                     | 12 stycznia 1629(dts)     | Okusanbara      | dziecko (syn Pawła Sanjūrō i Rufiny Banzai)                                                                                        | Niigata   |
| Marta                                                         | マルタ                                 | 1628           | Yonezawa                     | 12 stycznia 1629(dts)     | Okusanbara      | dziecko (córka Pawła Sanjūrō i Rufiny Banzai)                                                                                      | Niigata   |
| Szymon Takahashi Seizaemon                                    | シモン高橋清左衛門                     | data nieznana  | Yonezawa                     | 12 stycznia 1629(dts)     | Okusanbara      | świecki, żonaty (ojciec Tekli Takahashi)                                                                                           | Niigata   |
| Tekla Takahashi                                               | テクラ高橋                             | 1616           | Yonezawa                     | 12 stycznia 1629(dts)     | Okusanbara      | dziecko (córka Szymona Takahashi Seizaemon)                                                                                        | Niigata   |
| Paweł Nishihori Shikibu                                       | パウロ西堀式部                         | 1598           | Yonezawa                     | 12 stycznia 1629(dts)     | Okusanbara      | świecki, żonaty | Niigata   |
| Ludwik Jin’emon                                               | ルドビコ甚右衛門                       | 1549           | Yonezawa                     | 12 stycznia 1629(dts)     | Okusanbara      | świecki, żonaty (mąż Anny) | Niigata   |
| Anna                                                          | アンナ                                 | 1549           | Yonezawa                     | 12 stycznia 1629(dts)     | Okusanbara      | świecka, zamężna (żona Ludwika Jin’emon)                                                                                           | Niigata   |
| Mencjusz Yoshino Han’emon                                     | マンジョ吉野半右衛門                   | data nieznana  | Yonezawa                     | 12 stycznia 1629(dts)     | Okusanbara      | świecki, żonaty (mąż Julii Yoshino)                                                                                                | Niigata   |
| Julia Yoshino                                                 | ジュリア吉野                           | data nieznana  | Yonezawa                     | 12 stycznia 1629(dts)     | Okusanbara      | świecka, zamężna (żona Mencjusza Yoshino Han’emon)                                                                                 | Niigata   |
| Antoni Anazawa Han’emon                                       | アントニオ穴沢半右衛門                 | data nieznana  | Yonezawa                     | 12 stycznia 1629(dts)     | Okusanbara      | świecki, żonaty (mąż Krescencji Anazawa, ojciec Pawła Anazawa Juzaburō, Romana Anazawa Matsujiro i Michała Anazawa Osamu)          | Niigata   |
| Paweł Anazawa Juzaburō                                        | パウロ穴沢重三郎                       | data nieznana  | Yonezawa                     | 12 stycznia 1629(dts)     | Okusanbara      | świecki (syn Antoniego Anazawa Han’emon i Krescencji Anazawa)                                                                      | Niigata   |
| Andrzej Yamamoto Shichiemon                                   | アンドレア山本七右衛門                 | data nieznana  | Yonezawa                     | 12 stycznia 1629(dts)     | Okusanbara      | świecki, żonaty (mąż Marii Yamamoto, ojciec Urszuli Yamamoto)                                                                      | Niigata   |
| Ignacy Iida Soemon                                            | イグナチオ飯田惣右衛門                 | data nieznana  | Yonezawa                     | 12 stycznia 1629(dts)     | Okusanbara      | świecki, żonaty (mąż Łucji Iida)                                                                                                   | Niigata   |
| Jan Arie Kiemon                                               | ヨハネ有家喜右衛門                     | data nieznana  | Yonezawa                     | 12 stycznia 1629(dts)     | Okusanbara      | świecki, żonaty (mąż Magdaleny Arie, ojciec Piotra Arie Jinzō)                                                                     | Niigata   |
| Piotr Arie Jinzō                                              | ペトロ有家丹蔵                         | data nieznana  | Yonezawa                     | 12 stycznia 1629(dts)     | Okusanbara      | świecki (syn Jana Arie Kiemon i Magdaleny Arie)                                                                                    | Niigata   |
| Aleksy Satō Seisuke                                           | アレクシス佐藤清助                     | data nieznana  | Shindōgadai                  | 12 stycznia 1629(dts)     | Okusanbara      | świecki, żonaty (mąż Łucji Satō, ojciec Elżbiety Satō, brat Pawła Satō Matagorō)                                                   | Niigata   |
| Łucja Satō                                                    | ルチア佐藤                             | data nieznana  | Yonezawa                     | 12 stycznia 1629(dts)     | Okusanbara      | świecka, mężatka (żona Aleksego Satō Seisuke, matka Elżbiety Satō)                                                                 | Niigata   |
| Elżbieta Satō                                                 | エリサベス佐藤                         | 1626           | Shindōgadai                  | 12 stycznia 1629(dts)     | Okusanbara      | dziecko (córka Aleksego Satō Seisuke i Łucji Satō)                                                                                 | Niigata   |
| Paweł Satō Matagorō                                           | パウロ佐藤又五郎                       | 1626           | Shindōgadai                  | 12 stycznia 1629(dts)     | Okusanbara      | świecki, żonaty (brat Aleksego Satō Seisuke)                                                                                       | Niigata   |
| N. Shichizaemon                                               | 七右衛門                               | data nieznana  | Shindōgadai                  | 12 stycznia 1629(dts)     | Okusanbara      | świecki, żonaty (mąż Magdaleny, ojciec dziewczynek N.N.)                                                                           | Niigata   |
| Magdalena                                                     | マグダレーナ                           | data nieznana  | Shindōgadai                  | 12 stycznia 1629(dts)     | Okusanbara      | świecka, mężatka (żona N. Shichizaemon, matka dziewczynek N.N.)                                                                    | Niigata   |
| dziewczynka N.N.                                              |                                        | 1624           | Shindōgadai                  | 12 stycznia 1629(dts)     | Okusanbara      | dziecko (córka N. Shichizaemon i Magdaleny)                                                                                        | Niigata   |
| dziewczynka N.N.                                              |                                        | 1626           | Shindōgadai                  | 12 stycznia 1629(dts)     | Okusanbara      | dziecko (córka N. Shichizaemon i Magdaleny)                                                                                        | Niigata   |
| Łucja Iida                                                    | ルチア飯田                             | data nieznana  | Nukayama                     | 12 stycznia 1629(dts)     | Nukayama        | świecka, mężatka (żona Ignacego Iida Soemon)                                                                                       | Niigata   |
| Krescencja Anazawa                                            | クレシェンティア穴沢                   | data nieznana  | Yonezawa                     | 12 stycznia 1629(dts)     | Nukayama        | świecka, mężatka (żona Antoniego Anazawa Han’emon, matka Pawła Anazawa Juzaburō, Romana Anazawa Matsujiro i Michała Anazawa Osamu) | Niigata   |
| Roman Anazawa Matsujiro                                       | ロマノ穴沢松次郎                       | 1615           | Nukayama                     | 12 stycznia 1629(dts)     | Nukayama        | dziecko (syn Antoniego Anazawa Han’emon i Krescencji Anazawa)                                                                      | Niigata   |
| Michał Anazawa Osamu                                          | ミカエル穴沢治                         | 1618           | Yonezawa                     | 12 stycznia 1629(dts)     | Nukayama        | dziecko (syn Antoniego Anazawa Han’emon i Krescencji Anazawa)                                                                      | Niigata   |
| Maria Yamamoto                                                | マリア山本                             | data nieznana  | Yonezawa                     | 12 stycznia 1629(dts)     | Nukayama        | świecka, mężatka (żona Andrzeja Yamamoto Shichiemon, matka Urszuli Yamamoto)                                                       | Niigata   |
| Urszula Yamamoto                                              | ウルスラ山本                           | 1626           | Nukayama                     | 12 stycznia 1629(dts)     | Nukayama        | dziecko (córka Andrzeja Yamamoto Shichiemon i Marii Yamamoto)                                                                      | Niigata   |
| Magdalena Arie                                                | マグダレナ有家                         | data nieznana  | Nukayama                     | 12 stycznia 1629(dts)     | Nukayama        | świecka, mężatka (żona Jana Arie Kiemon, matka Piotra Arie Jinzō)                                                                  | Niigata   |
| Aleksja Choemon                                               | アレクシス庄右衛門                     | 1603           | Hanazawa                     | 12 stycznia 1629(dts)     | Hanazawa        | świecka, mężatka | Niigata   |
| Kandyd "Bōzu"                                                 | カンヂド(坊主)                         | 1615           | Hanazawa                     | 12 stycznia 1629(dts)     | Hanazawa        | dziecko (szwagier Aleksji Choemon)                                                                                                 | Niigata   |
| Ignacy                                                        | イグナチオ                             | 1628           | Hanazawa                     | 12 stycznia 1629(dts)     | Hanazawa        | dziecko (bratanek Kandyda "Bōzu")                                                                                                  | Niigata   |
| Michał Kusuriya                                               | ミカエル薬屋                           | data nieznana  | Nagasaki                     | 28 lipca 1633(dts)        | Nishizaka       | świecki | Nagasaki  |
| Mikołaj Fukunaga Keian                                        | ニコラス永原慶安                       | 1570           | Nagawara                     | 31 lipca 1633(dts)        | Nishizaka       | brat zakonny, jezuita | Nagasaki  |
| Julian Nakaura                                                | ジュリアン中浦                         | 1567           | Nakaura                      | 21 października 1633(dts) | Nishizaka       | prezbiter, jezuita | Nagasaki  |
| Yosaburō Gen’ya Ogasawara                                     | 小笠原与三郎玄也                       | data nieznana  | Buzen                        | 30 stycznia 1636(dts)     | Kumamoto        | świecki, żonaty (mąż Miya Luisa Ogasawara, ojciec Genpachi, Mari, Kuri, Sasaemon, Sayuemon, Shiro, Goro, Tsuchi i Gonnosuke)       | Fukuoka   |
| Miya Luisa Ogasawara                                          | マリア小笠原みや                       | data nieznana  | Buzen                        | 30 stycznia 1636(dts)     | Kumamoto        | świecka, zamężna (żona Yosaburō Gen’ya Ogasawara, matka Genpachi, Mari, Kuri, Sasaemon, Sayuemon, Shiro, Goro, Tsuchi i Gonnosuke) | Fukuoka   |
| Genpachi Ogasawara                                            | 小笠原源八                             | data nieznana  | Kokura                       | 30 stycznia 1636(dts)     | Kumamoto        | świecki (syn Yosaburō Gen’ya Ogasawara i Miya Luisa Ogasawara)                                                                     | Fukuoka   |
| Mari Ogasawara                                                | 小笠原まり                             | data nieznana  | Kokura                       | 30 stycznia 1636(dts)     | Kumamoto        | świecka (córka Yosaburō Gen’ya Ogasawara i Miya Luisa Ogasawara)                                                                   | Fukuoka   |
| Kuri Ogasawara                                                | 小笠原くり                             | data nieznana  | Kokura                       | 30 stycznia 1636(dts)     | Kumamoto        | świecka (córka Yosaburō Gen’ya Ogasawara i Miya Luisa Ogasawara)                                                                   | Fukuoka   |
| Sasaemon Ogasawara                                            | 小笠原佐左衛門                         | data nieznana  | Kokura                       | 30 stycznia 1636(dts)     | Kumamoto        | świecki (syn Yosaburō Gen’ya Ogasawara i Miya Luisa Ogasawara)                                                                     | Fukuoka   |
| Sayuemon Ogasawara                                            | 小笠原三右衛門                         | data nieznana  | Kokura                       | 30 stycznia 1636(dts)     | Kumamoto        | świecki (syn Yosaburō Gen’ya Ogasawara i Miya Luisa Ogasawara)                                                                     | Fukuoka   |
| Shiro Ogasawara                                               | 小笠原四郎                             | data nieznana  | Kokura                       | 30 stycznia 1636(dts)     | Kumamoto        | świecki (syn Yosaburō Gen’ya Ogasawara i Miya Luisa Ogasawara)                                                                     | Fukuoka   |
| Goro Ogasawara                                                | 小笠原五郎                             | data nieznana  | Kokura                       | 30 stycznia 1636(dts)     | Kumamoto        | świecki (syn Yosaburō Gen’ya Ogasawara i Miya Luisa Ogasawara)                                                                     | Fukuoka   |
| Tsuchi Ogasawara                                              | 小笠原つち                             | data nieznana  | Kokura                       | 30 stycznia 1636(dts)     | Kumamoto        | świecki (syn Yosaburō Gen’ya Ogasawara i Miya Luisa Ogasawara)                                                                     | Fukuoka   |
| Gonnosuke Ogasawara                                           | 小笠原権之助                           | data nieznana  | Kokura                       | 30 stycznia 1636(dts)     | Kumamoto        | świecki (syn Yosaburō Gen’ya Ogasawara i Miya Luisa Ogasawara)                                                                     | Fukuoka   |
| mężczyzna N.N.                                                |                                        | data nieznana  | miejsce nieznane (w Japonii) | 30 stycznia 1636(dts)     | Kumamoto        | świecki (sługa rodziny Ogasawara)                                                                                                  | Fukuoka   |
| mężczyzna N.N.                                                |                                        | data nieznana  | miejsce nieznane (w Japonii) | 30 stycznia 1636(dts)     | Kumamoto        | świecki (sługa rodziny Ogasawara)                                                                                                  | Fukuoka   |
| mężczyzna N.N.                                                |                                        | data nieznana  | miejsce nieznane (w Japonii) | 30 stycznia 1636(dts)     | Kumamoto        | świecki (sługa rodziny Ogasawara)                                                                                                  | Fukuoka   |
| mężczyzna N.N.                                                |                                        | data nieznana  | miejsce nieznane (w Japonii) | 30 stycznia 1636(dts)     | Kumamoto        | świecki (sługa rodziny Ogasawara)                                                                                                  | Fukuoka   |
| Dydak Yūki Ryōsetsu                                           | ヤコブ結城了雪                         | 1574 (1575)    | Awa                          | 25 lutego 1636(dts)       | Osaka           | prezbiter, jezuita | Osaka     |
| Tomasz Ochia (Kintsuba) Jihyōe (Tomasz od świętego Augustyna) | トマス・デ・サン・アグスチン金鍔次兵衛 | 1602           | Ōmura                        | 6 listopada 1637(dts)     | Nishizaka       | prezbiter, augustianin | Nagasaki  |
| Piotr Kibe Kasui                                              | ペトロ岐部かすい                       | 1587           | Kibe                         | 4 lipca 1639(dts)         | Tokio           | prezbiter, jezuita | Tokio     |